# (387) Aquitania
(387) Aquitania ist ein Asteroid des mittleren Hauptgürtels, der am 5. März 1894 vom französischen Astronomen Fernand Courty am Observatoire de Bordeaux bei einer Helligkeit von 10 mag entdeckt wurde. Es war seine zweite und letzte Asteroidenentdeckung.
Der Asteroid ist benannt nach Aquitanien, einer römischen Provinz Südwestgalliens, zu der Burdigala (Bordeaux) gehörte. Unter Julius Cäsar umfasste die Region das Land zwischen den Pyrenäen und der Garonne und dehnte sich unter Augustus bis zu den Flüssen Loire und Allier aus.

## Wissenschaftliche Auswertung
Mit Daten radiometrischer Beobachtungen in Infraroten am Kitt-Peak-Nationalobservatorium in Arizona vom März 1976 wurden für (387) Aquitania erstmals Werte für den Durchmesser und die Albedo von 112 km und 0,13 bestimmt. Aus Ergebnissen der IRAS Minor Planet Survey (IMPS) wurden 1992 Angaben zu Durchmesser und Albedo für zahlreiche Asteroiden abgeleitet, darunter auch (387) Aquitania, für die damals Werte von 100,5 km bzw. 0,19 erhalten wurden. Eine Auswertung von Beobachtungen durch das Projekt NEOWISE im nahen Infrarot führte 2012 zu vorläufigen Werten für den Durchmesser und die Albedo im sichtbaren Bereich von 97,3 km bzw. 0,20.
Spektroskopische Untersuchungen von (387) Aquitania mit der Infrared Telescope Facility (IRTF) am Mauna-Kea-Observatorium auf Hawaiʻi am 4. Mai 1985 und 6. Mai 1990 zeigten ein für Asteroiden der S-Klasse ungewöhnliches Spektrum, das auf das Vorhandensein von Spinell hinwies, einem Aluminium-Magnesium-Oxidmineral, das häufig in bestimmten Meteoriten vorkommt. Polarimetrische Beobachtungen im Jahr 2008 am Mauna-Kea-Observatorium zeigten Ähnlichkeiten im Verhalten zwischen (387) Aquitania und (234) Barbara und lieferten damit einen weiteren Angehörigen der nun nach ihrem ersten Mitglied Barbarians benannten neuen Klasse von Asteroiden mit großem Inversionswinkel (LIA).
Photometrische Messungen des Asteroiden fanden erstmals statt vom 27. bis 29. August 1977 am La-Silla-Observatorium in Chile. Die während der drei Beobachtungsnächte jeweils über acht Stunden aufgezeichneten Lichtkurven zeigten immer identischen Maxima, so dass Rotationsperioden von 12, 16, 24 oder sogar 48 Stunden möglich erschienen. Als wahrscheinlichster Wert wurden zwar 24,0 h angenommen, es wurden zur Klärung aber weitere Beobachtungen im Rahmen von weltweiten Kampagnen als notwendig erachtet. Weitere Beobachtungen erfolgten am 28. Mai 1981 am Osservatorio Astrofisico di Catania und am Osservatorio Astronomico di Collurania-Teramo in Italien. Die fünfstündige Aufzeichnung einer Lichtkurve zeigte zwar wieder ein Maximum, konnte aber nicht weiter ausgewertet werden.
Kurz darauf wurden vom 30. Mai bis 24. Juli 1981 am Table Mountain Observatory in Kalifornien neue Messungen durchgeführt. In einer Untersuchung von 1983 war für die Rotationsperiode ein vorläufiger Wert von vielleicht 16 h angegeben worden, aber nach einer ausführlicheren Analyse der Daten konnte 1992 eine mögliche Periode von 16 h ausgeschlossen und stattdessen ein Wert für die Rotationsperiode von 24,144 h bestimmt werden.
Auch während drei Nächten vom 28. Januar bis 6. Februar 1998 am Charkiw-Observatorium in der Ukraine und am Krim-Observatorium in Simejis stattfindende Beobachtungen lieferten nur einen kleinen Teil der vollständigen Lichtkurve, passten aber zu einer Periode von 24,14 h. Im Jahr 2015 wurden die archivierten Daten dann noch einmal zu einer Periode von 24,13 h ausgewertet.
Beim L-Typ-Asteroiden (234) Barbara konnte durch Photometrie und Sternbedeckungen festgestellt werden, dass sie tief ausgegraben zu sein scheint. Daher wurde eine Beobachtungskampagne gestartet, um die Form und Rotationseigenschaften von weiteren Asteroiden des SMASSII-Spektraltyps L bzw. Ld zu charakterisieren. Da viele von ihnen lange Rotationsperioden aufweisen, wurde ein weltweites Netzwerk von Observatorien eingesetzt, um eine dichte zeitliche Abdeckung für 15 Asteroiden, unter ihnen auch (387) Aquitania, zu erhalten. Aus den archivierten Daten von 1979 und 1981 sowie neuen photometrischen Beobachtungen aus dem Zeitraum 2012 bis 2016 wurde in einer Untersuchung von 2017 für (387) Aquitania ein dreidimensionales Gestaltmodell für eine Rotationsachse mit prograder Rotation und einer Periode von 24,14 h berechnet. Unter Berücksichtigung der Beobachtungen einer Sternbedeckung am 26. Juli 2013 konnte das Modell auch zu Dimensionen von etwa (108 × 101 × 93) km entsprechend einem mittleren Durchmesser von 100,7 ± 5,3 km skaliert werden.
Mit dem neuen Algorithmus All-Data Asteroid Modeling (ADAM) wurde 2017 ein weiteres Gestaltmodell erstellt, das alle verfügbaren photometrischen Daten in Verbindung mit hochaufgelösten Infrarot-Aufnahmen am Teleskop II des Keck-Observatoriums auf Hawaiʻi vom 26. und 27. August 2013 sowie den Beobachtungen der Sternbedeckung vom Juli 2013 (siehe oben) gut reproduziert. Für die Rotationsachse wurde eine ähnliche Position mit prograder Rotation und eine Periode von 24,14012 h berechnet. Für die Größe wurde ein volumenäquivalenter Durchmesser von 97 ± 4 km abgeleitet.
Mit dem Weltraumteleskop Transiting Exoplanet Survey Satellite (TESS) konnten während dessen Durchmusterung des Südhimmels 2018 bis 2019 auch Objekte des Sonnensystems beobachtet werden. Dabei wurden auch die Lichtkurven von fast 10.000 Asteroiden aufgezeichnet. Für (387) Aquitania wurde aus Messungen etwa vom 20. September bis 18. Oktober 2018 eine Rotationsperiode von 24,1321 h erhalten. Zwischen 2012 und 2018 wurden mit der All-Sky Automated Survey for Supernovae (ASAS-SN) auch photometrische Daten von 20.000 Asteroiden aufgezeichnet. Auf mehr als 5000 davon konnte erfolgreich die Methode der konvexen Inversion angewendet werden, darunter auch (387) Aquitania, für die in einer Untersuchung von 2021 ein verbessertes dreidimensionales Gestaltmodell für eine Rotationsachse mit prograder Rotation und einer Periode von 24,14 h berechnet wurde.
Abschätzungen von Masse und Dichte für (387) Aquitania ergaben in einer Untersuchung von 2012 eine Masse von etwa 1,90·1018 kg und mit einem angenommenen Durchmesser von etwa 104 km eine Dichte von 3,27 g/cm³ bei keiner Porosität. Die Werte besitzen eine Unsicherheit von ±34 %.

## Aquitania-Familie
(387) Aquitania ist das größte Mitglied einer Asteroidenfamilie mit ähnlichen Bahneigenschaften, wie eine Große Halbachse von 2,69–2,81 AE, eine Exzentrizität von 0,22–0,29 und eine Bahnneigung von 14,7°–17,1°. Taxonomisch handelt es sich um Asteroiden der Spektralklassen C, X und S, die mittlere Albedo liegt bei 0,08. Die Aquitania-Familie umfasste im Jahr 2019 über 420 bekannte Mitglieder.